# Okręg Nogent-sur-Seine
Okręg Nogent-sur-Seine (fr. Arrondissement de Nogent-sur-Seine) – okręg w północno-wschodniej Francji. Populacja wynosi 52 700.

## Podział administracyjny
W skład okręgu wchodzą następujące kantony:
- Marcilly-le-Hayer,
- Méry-sur-Seine,
- Nogent-sur-Seine,
- Romilly-sur-Seine-1,
- Romilly-sur-Seine-2,
- Villenauxe-la-Grande.